# جاني ألتونن
جاني ألتونن (بالفنلندية: Jani Aaltonen)‏ هو لاعب كرة قدم فنلندي في مركز الدفاع، ولد في 22 يناير 1990 في فنلندا. لعب مع نادي توركو.

## وصلات خارجية
- جاني ألتونن على موقع قاعدة بيانات كرة القدم.إي يو (الإنجليزية)
- جاني ألتونن على موقع Soccerway.com (الإنجليزية)